# Badetøj
Badetøj er en type tøj til brug ved vand-relaterede aktiviteter som badning, vandsport og svømning samt til solbruning. Forskellige typer badetøj kan bæres af mænd, kvinder og børn. Badetøj inkluderer bl.a. badedragter, bikini og badebukser.
Badetøj kan også også bruges som undertøj i sport der nogle gange kræver brug af en våddragt eller tørdragt ved bl.a. svømning i koldt vand, vandskiløb, surfing, scuba-dykning eller wakeboarding. Badetøj kan også bæres for at fremhæve og fremvise bærerens udseende som i skønhedskonkurrence, bodybuilding og glamourfotografi og tidsskrifter som det årlige Sports Illustrated Swimsuit Issue med modeller og sportsudøvere i badetøj.
Det kan være fremstillet i mange typer materialer. I begyndelsen af 1900-tallet var det typisk uld, der dog både bliver tungt og begyndte at hænge, når det bliver vådt. I 1930'erne blev der udviklet nye materialer som bl.a latex og nylon, og badetøj begyndt at være mere tætsiddende, hvilket især gjaldt kvinders badetøj.
Efter år 2000 er visse firmaer også begyndt at fokusere på at genbruge materialer til badetøj, ved f.eks. at upcycle fiskenet, nylonaffald og plastik fundet langs kysten og i floder til at fremstillet tekstiler af.
Badetøj kan være udformet på mange måder og vise større eller mindre dele af kroppen. Valget af badetøj kan afhænge af samfundets standarder for blufærdighed samt modestrømninger og personlige præferencer. Valget kan også blive styret af begivenheden, f.eks. om badetøjet skal bruges til passiv solbadning eller for mere aktive udfoldelser som bikinikonkurrencer.
Badetøj dækker normalt bærerens skridtområde. For mænd vil badetøjet normalt ikke dække overkroppen, mens kvindes badetøj normalt også vil dække brystvorterne, bortset fra hvis vedkommende er topløs.